# 松原神社秋季大祭
松原神社秋季大祭（まつばらじんじゃしゅうきたいさい）は、兵庫県尼崎市の浜田町にある神社で行われる秋祭り。
主催は松原神社太鼓保存会。

## 歴史
- 1983年（昭和58年） - 松原神社太鼓保存会 初代会長 赤川昇により、秋祭りを復活させる計画が組まれ、神社境内での練習開始、及び会員の募集を行う。
- 1985年（昭和60年）
  - 10月11日から13日までの3日間、梵天太鼓の初巡行が行われる。
  - この年が復興元年となる。
- 1986年（昭和61年）
  - 赤川昇から小寺清兵衛に会長が代わり、2代目となる。
  - 子どもだんじりが初巡行を行う。
- 1988年（昭和63年） - 寺田佑治が3代目会長となる。
- 1989年（昭和64年） - 昭和天皇崩御により、祭りの中止。
- 1996年（平成8年） - 寺井一磨が4代目会長となる。
- 2000年（平成12年） - 久保賢治が5代目会長となる。
- 2004年（平成16年）
  - 桑山新一が6代目会長となる。
  - 台風により、1日順延となる。
- 2006年（平成18年） - 台風により1日順延となる。
- 2008年（平成20年） - 渡瀬久男が7代目会長となる。
- 2010年（平成22年） - 雨天により1日順延となる。
- 2012年（平成24年） - 井辺恒美が8代目会長となる。
- 2014年（平成26年） - 文化庁文化遺産地域活性化事業の助成金申請を行う。
- 2015年（平成27年）
  - 助成金が採択される[1]。
  - 梵天太鼓台の復元新調及び子どもだんじり一部補正を行う。
- 2016年（平成28年）
  - 赤川孝平が9代目会長となる。
  - 梵天太鼓台、子どもだんじりの入魂式を行う。
- 2020年（令和2年）
  - 新型コロナウイルスにより中止。
- 2021年（令和3年）
  - 新型コロナウイルスにより2度目の中止。
- 2022年（令和4年)
  - 久保明照が10代目会長となる。
  - 町内巡行は中止、神社内で祭事を行う。
- 2024年（令和6年）
  - 復活40周年記念
  - 宵宮、本宮と別の1週間前の日曜日に地車試験曳きを行う

## 梵天太鼓台
松原神社の白装束に身を固め、神社にお参りし、禊をして、身を清めて安全運行と町民一人一人の幸せを祈願する。
太鼓台を曳き、担ぎ、叩くのは松原神社太鼓保存会青年団の男子。

## 子どもだんじり
子どもだんじりの乗子は中学生以下の男女。
法被を着て、太鼓・平鐘・釣鐘を叩いて町内を巡行する。